# Ucàs

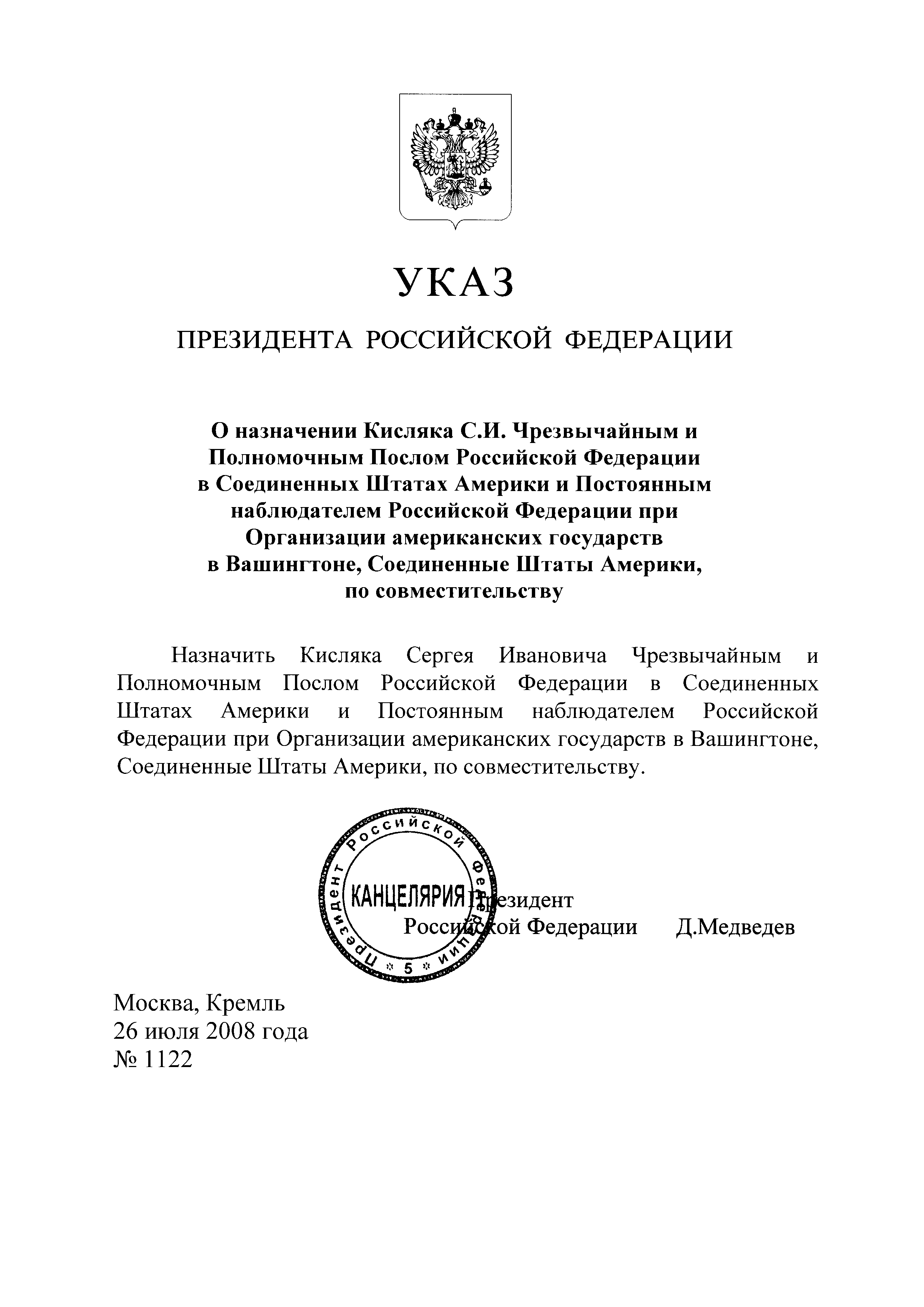
Exemple d'un ucàs modern sobre el nomenament d'un ambaixador

Un ucàs (rus:  указ, ukaz, de vegades transliterat com a ukàs o ucaz) en la Rússia imperial era una proclamació del tsar, del govern o d'un líder religiós (patriarca) que tenia força de llei. En dret romà es pot traduir ukaz per "edicte" o "decret".

## Història

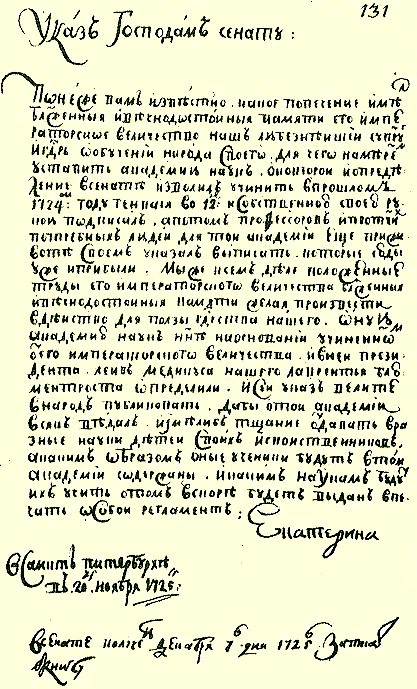
El decret de Caterina I de la creació de l'Acadèmia de Ciències (1725)

Abans de la Revolució Russa de 1917, el terme s'aplicava a Rússia a un edicte o ordenança, legislativa o administrativa que tenia força de llei. L'ucàs procedia de l'emperador o del Senat, que tenia el poder d'emetre ordenances per tal de dur a terme els decrets existents. Tots aquests decrets van ser promulgats pel Senat. S'assenyalava una diferència entre l'ucàs signat per la mà de l'emperador i el seu ucàs verbal, o ordre, fet en un informe presentat a ell.

### La Federació de Rússia

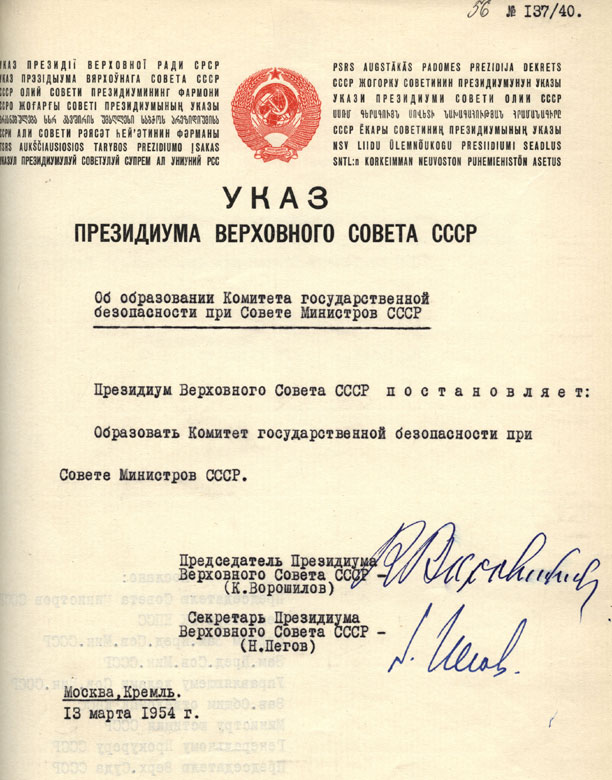
Decret del Presídium del Soviet Suprem de l'URSS en la formació del KGB de l'URSS (1954)

El Decret del President de Rússia és una ordenança. Els decrets tenen sovint un caràcter normatiu, la disposició - els actes de l'acció individual. De conformitat amb l'article 90 de la Constitució de la Federació de Rússia el President de Rússia emet decrets i ordres que són vinculants en tota la Federació Russa i no ha de contradir la Constitució de Rússia i les seves lleis federals.